# 아나 페르난데스 가르시아
아나 페르난데스 가르시아(Ana Fernández García, 1989년 10월 10일 ~ )는 스페인의 배우이다. 영화 《Helena de Troya》에 출연한 것으로 널리 알려져 있다. 아나는 후안 안토니오 바르뎀이 감독한 미니시리즈 《El joven Picasso》에서 4살 때 출연했다. 아나는 14세의 나이에 예술을 공부하기 시작했다. 광고 및 홍보를 공부하기 시작했으나 끝내진 못했다.
그녀는 카를로스와 마리아라는 두 남동생을 두고 있다.